# Ilha de Francisco Manoel
Ilha de Francisco Manoel är en ö i Brasilien.   Den ligger i delstaten Rio Grande do Sul, i den södra delen av landet, 1 600 km söder om huvudstaden Brasília.